# Ptygura rotifer
Ptygura rotifer är en hjuldjursart som först beskrevs av Soili Kristina Stenroos 1898.  Ptygura rotifer ingår i släktet Ptygura och familjen Flosculariidae. Inga underarter finns listade i Catalogue of Life.